# Abd al-Malik

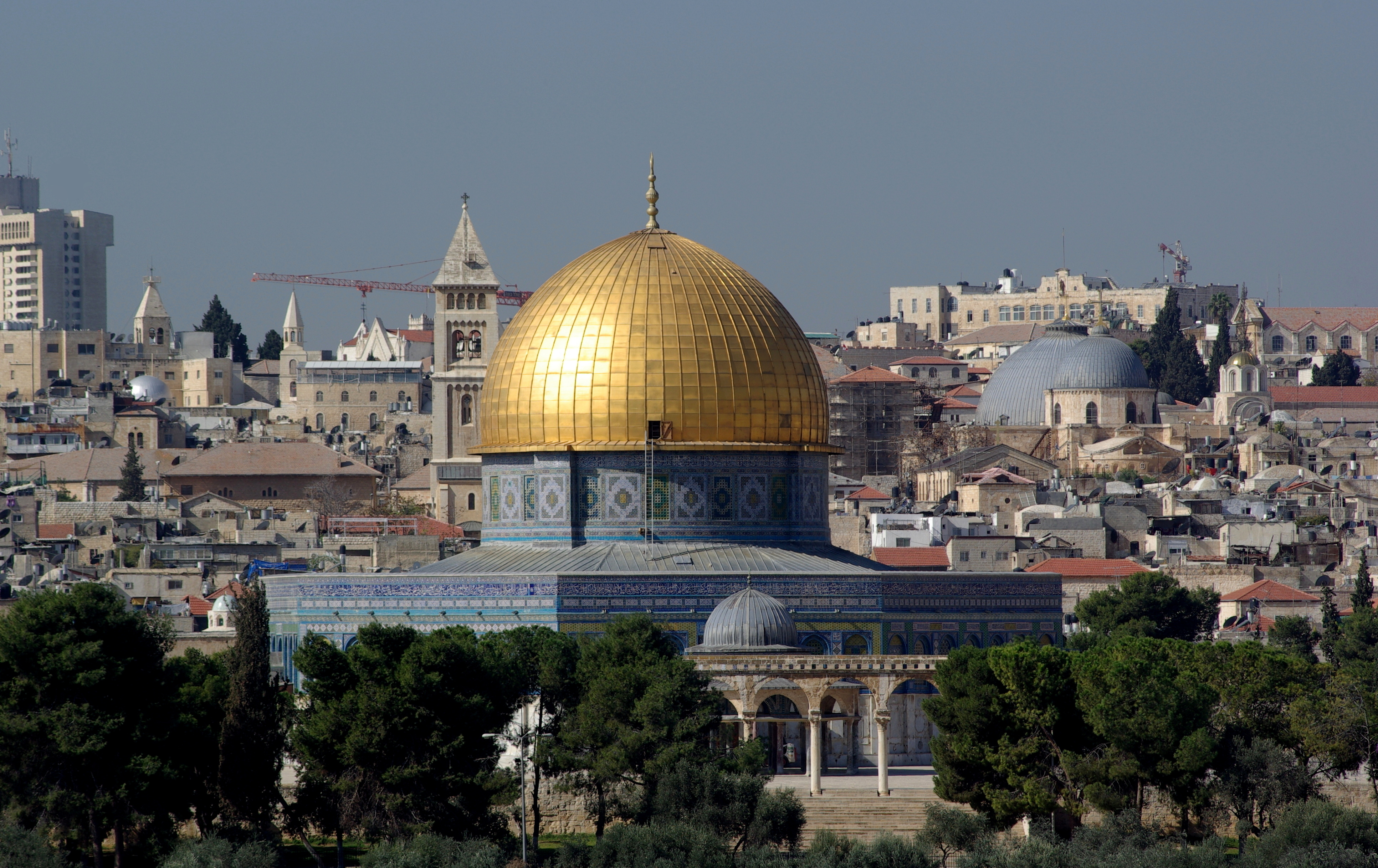
De Rotskoepel.

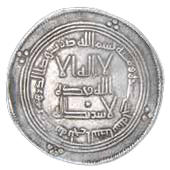
Omajjadische dirham, geslagen in Balch

Abd al-Malik ibn Marwan (646 - 705), (Arabisch:عبد الملك بن مروان) was een kalief uit de dynastie van de Omajjaden. Hij regeerde van 685 tot zijn dood in 705. Hij was de zoon van kalief Marwan I, die slechts één jaar regeerde. Tijdens zijn regering woedde de Tweede Fitna (680-692) (burgeroorlog). 
Onder zijn bewind veroverden de Arabieren de Maghreb. (Slag bij Carthago (698)).

## Hervormer
Abd Al-Malik voerde belangrijke hervormingen door. Zo werd het Arabisch ingevoerd als officiële regeringstaal. Ook voerde hij een grootscheepse geldhervorming door met de invoering van de gouden dinar en de zilveren dirham in 696-697, die een in de munthistorie revolutionair uiterlijk kregen. Er werd rigoureus gebroken met de gebruikelijke imitaties van Sassanidische en Byzantijnse munten: de dinar en de dirham bevatten alleen regels tekst in plaats van portretten en symbolen. De naam van het land of van de kalief werd niet genoemd, alleen de shahada is er in hoekig koefisch schrift op te lezen. Verder werd er consequent een jaartal Anno Hegirae op aangebracht.
Daarnaast zette de kalief een efficiënte postdienst op en liet hij in Jeruzalem de Rotskoepel bouwen. Ook werd het herstel van de beschadigde Kaaba door hem ter hand genomen.
De laatste jaren van zijn regering waren vreedzaam. Abd al-Malik werd na zijn dood in 705 opgevolgd door zijn zoon Al-Walid I.